# Radikal 115
Radikal 115 mit der Bedeutung „Getreide, Ähre“ ist eines von 23 der 214 traditionellen Radikale der chinesischen Schrift, die mit fünf Strichen geschrieben werden.
Mit 79 Zeichenverbindungen in Mathews’ Chinese-English Dictionary gibt es viele Schriftzeichen, die unter diesem Radikal im Lexikon zu finden sind.
Das Radikal „Getreide“ nimmt nur in der Langzeichen-Liste traditioneller Radikale, die aus 214 Radikalen besteht, die 115. Position ein. In modernen Kurzzeichen-Wörterbüchern kann es sich an ganz anderer Stelle finden. Im Neuen chinesisch-deutschen Wörterbuch aus der Volksrepublik China steht es zum Beispiel an 149. Stelle.

## Etymologie
Die Siegelschrift-Form dieses Schriftzeichens zeigt deutlich einen Getreidehalm mit zwei Blättern rechts und links und der oben herabhängenden Ähre. 

Orakelknochenschrift
Bronzeschrift
Große Siegelschrift
Kleine Siegelschrift

## Verwendung
In linker Position im zusammengesetzten Zeichen wird aus dem letzten Strich (rechts unten) ein Punktstrich wie in 称 (= passen). In dieser Position wird das Radikal gewöhnlich als 禾木旁 (Baum-Komponente) beschrieben.
Als Sinnträger stellt 禾 seine Zeichen in den Bedeutungszusammenhang Landwirtschaft wie zum Beispiel in 种 (zhong = Saat), 秧 (= Keim), 稻 (= Reis), 香 (xiang = Duft), 秋 (qiu = Herbst, Erntezeit), 私 (si = privat) und 利 (li = Vorteil; 禾 Korn + 刂 Messer = Getreide abschneiden = Vorteil).
秦 (Qin) ist der Name des Staates, aus dem China hervorging (im Gebiet der heutigen Provinzen 陕西 Shaanxi und West-Gansu 甘肃), in dem viel Getreide angebaut wurde daher 禾 im Zeichen 秦 (Qin).
In nur wenigen Fällen fungiert 禾 als Lautträger, am bekanntesten ist die Konjunktion 和 (und, mit).

## Beispiele
| Zeichen | Pīnyīn | Übersetzung |
| ------- | ------ | ----------- |
| 秀      | xiù    | elegant     |
| 私      | sī     | privat      |
| 秋      | qiū    | Herbst      |
| 秘      | mì     | geheim      |

## Schriftzeichenverbindungen, die vom Radikal 115 regiert werden
| Striche | Zeichen                                                                    |
| ------- | -------------------------------------------------------------------------- |
| +0      | 禾                                                                         |
| +02     | 禿 秀 私 秂 秃                                                             |
| +03     | 秄 秅 秆 秇 秈 秉 秊                                                       |
| +04     | 秋 秌 种 秎 秏 秐 科 秒 秓 秔 秕 秖 秗                                     |
| +05     | 秘 秙 秚 秛 秜 秝 秞 租 秠 秡 秢 秣 秤 秥 秦 秧 秨 秩 秪 秫 秬 秭 秮 积 称 |
| +06     | 秱 秲 秳 秴 秵 秶 秷 秸 秹 秺 移 秼 秽 秾                                  |
| +07     | 秿 稀 稁 稂 稃 稄 稅 稆 稇 稈 稉 稊 程 稌 稍 税                            |
| +08     | 稏 稐 稑 稒 稓 稔 稕 稖 稗 稘 稙 稚 稛 稜 稝 稞 稟 稠 稡 稢 稣 稤 稥       |
| +09     | 稦 稧 稨 稩 稪 稫 稬 稭 種 稯 稰 稱 稲 稳 穀                               |
| +10     | 稴 稵 稶 稷 稸 稹 稺 稻 稼 稽 稾 稿 穁 穂 穃                               |
| +11     | 穄 穅 穆 穇 穈 穊 穋 穌 積 穎 穏 穐 穑 穒                                  |
| +12     | 穉 穓 穔 穕 穖 穗 穘 穙 穚 穛 穜 穝 穞                                     |
| +13     | 穟 穠 穡 穢 穣                                                             |
| +14     | 穤 穥 穦 穧 穨 穩 穪 穫                                                    |
| +15     | 穬 穭 穮 穯                                                                |
| +16     | 龝                                                                         |
| +17     | 穰 穳                                                                      |
| +18     | 穱                                                                         |
| +19     | 穲                                                                         |

 Im Unicodeblock Kangxi-Radikale ist das Radikal 115 unter der Codepointnummer 12.146 (U+2F72) codiert.